# 15 Sagittae
15 Sagittae (15 Sge / HD 190406 / HR 7672) es una estrella en la constelación de Sagitta, la flecha, localizada al sur de γ Sagittae, noroeste de ρ Delphini y noreste de Altair (α Aquilae). Tiene magnitud aparente +5,80 y se encuentra a 58 años luz del sistema solar. Forma un sistema binario con una enana marrón, descubierta en 2002.
15 Sagittae es una enana amarilla de tipo espectral G0V con una temperatura efectiva comprendida entre 5853 y 5944 K.
Su luminosidad es un 31 % mayor que la del Sol y también es más masiva que este, con una masa de 1,11 masas solares. Tiene un radio de 1,05 ± 0,02 radios solares.
De metalicidad comparable a la solar ([M/H] = +0,02), los niveles de diversos elementos evaluados como sodio, silicio, titanio y níquel son prácticamente iguales a los encontrados en el Sol. 
No existe acuerdo en cuanto a su edad; aunque inequívocamente más joven que el Sol —cuya edad es de 4600 millones de años—, distintos métodos sitúan su edad entre 2660 y 3160 millones de años. A partir de su período de rotación —13,94 días— se ha estimado su edad mediante girocronología, resultando ser de aproximadamente 1700 millones de años, significativamente menor que la estimada por otros métodos.

## Compañera subestelar

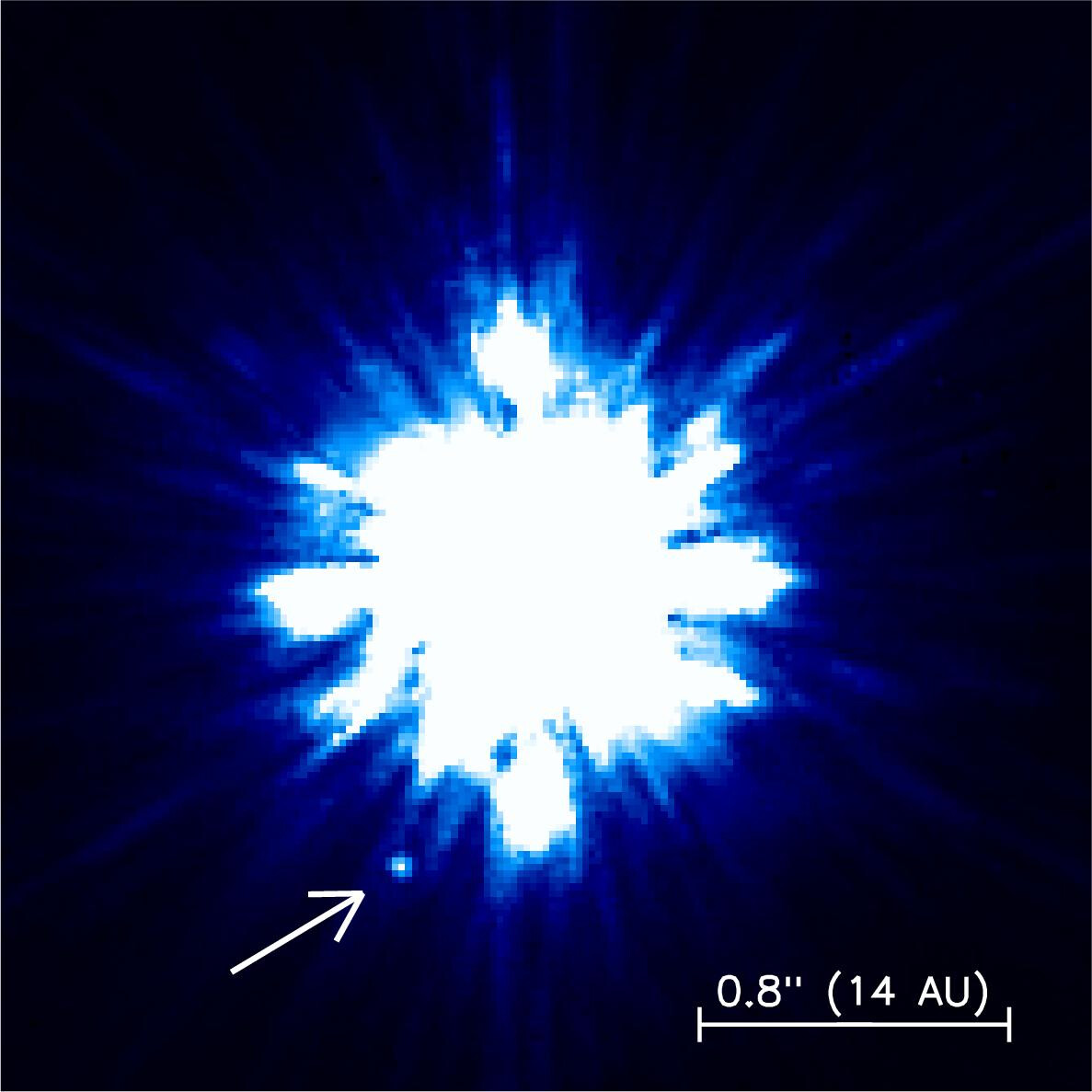
Imagen de óptica adaptativa Keck de 15 Sagittae y su compañera, también obtenida en el infrarrojo cercano. La flecha apunta a la compañera, que se ve como una fuente puntual cercana. (Los rayos de luz alrededor de la estrella primaria son artefactos de imagen producidos por el telescopio).

En 2002 se ha descubierto la existencia de una enana marrón, denominada 15 Sagittae b, en órbita alrededor de 15 Sagittae. Observada a 0,79 segundos de arco de la estrella principal, la separación media entre ambos objetos es de 18,3 ± 0,5 UA, siendo su masa mínima 68 veces mayor que la de Júpiter.
Su período orbital es de 73,3 años y la inclinación orbital respecto al observador terrestre es de 97,3°.
| Acompañante (En orden desde la estrella) | Masa (MJ) | Período orbital (días) | Semieje mayor (UA) | Excentricidad |
| ---------------------------------------- | --------- | ---------------------- | ------------------ | ------------- |
| 15 Sagittae b                            | > 68,7    | 73,3                   | 18,3 ± 0,5         | -             |